# Fulmarus hammeri
Fulmarus hammeri är en utdöd fågel i familjen liror inom ordningen stormfåglar. Den beskrevs 1968 utifrån fossila lämningar från sen miocen funna i Kalifornien, USA.